# 김태리 (성우)
김태리(한국 한자: 金兌悧, 1982년 11월 14일 ~ )은 부산광역시에서 태어난 대한민국의 성우이자 프리랜서이다.  김경희에서 김태리로 개명하였다.

## 생애
KBS 성우극회 공채 35기 여성 성우. 백경훈, 이희탁, 조연우, 최현철, 한복현, 권문정, 공경은, 김소희, 지화정과 동기. 2010년에 입사하여 현재 프리랜서로 활동하고 있다. 블로그
카카오 음(mm)에서 매주 금요일 오디오트리-보이스코칭을 통해 청취자들의 고민에 필요한 부분을 빠르게 캐치하며 발음교정 및 보이스 코칭을 도와주고 있다.
오디오클립에서 낭독한 오디오북을 보면 남도형 민승우 성우와 함께 낭독한 경우가 많으며 극장 애니메이션 주연으로 상당히 많이 출연한다.

## 연속 낭독
- 2012년 KBS 생로병사의 비밀 제작팀 <한국인의 무병장수 밥상의 비밀> - 낭독

## 일일 시트콤
- 2011 ~ 2012.02 <남남북녀> - 타이틀, 탈북자 리수진

## 소설 극장
- 2010.02.08 ~ 2010.03.13 김원일 <마당 깊은 집> _ 준호 / 경자
- 2010.03.14 ~ 2010.03.18 윤대녕 <연(鳶)>아이
- 2010.03.18 ~ 2010.03.26 윤대녕 <제비를 기르다> - 서문희
- 2010.04.02 ~ 2010.04.05 윤대녕 <편백나무숲 쪽으로> - 간호사
- 2010.04.06 ~ 2010.04.10 윤대녕 <고래등> - 선생님
- 2010.04.30 ~ 2010.05.04 박완서 <그 남자네 집> -엄마
- 2010.05.05 ~ 2010.05.08 박완서 <마흔아홉 살> - 여자
- 2010.05.08 ~ 2010.05.12 박완서 <후남아, 밥 먹어라> - 조카며느리
- 2010.05.24 ~ 2010.05.29 박완서 <친절한 복희씨> - 약사
- 2010.05.31 ~ 2010.07.23 현기영 <지상에 숟가락 하나> - 아이 / 한라꽁 어머니 / 여학생
- 2010.07.24 ~ 2010.08.27 박민규 <삼미 슈퍼스타즈의 마지막 팬클럽> - 나 '어린' / 프로복음 낭독 / 브론토 아내
- 2010.08.28 ~ 2010.09.01 F. 스콧 피츠제럴드 <벤자민버튼의 시간은 거꾸로 간다> - 간호사
- 2010.09.04 ~ 2010.09.08 F. 스콧 피츠}제럴드 <낙타 엉덩이> - 여자
- 2010.09.08 ~ 2010.09.10 F. 스콧 피츠제럴드 <도자기와 분홍> - 로이스
- 2010.10.01 ~ 2010.10.05 F. 스콧 피츠제럴드 <행복의 잔해> - 간호사
- 2010.10.07 ~ 2010.11.13 박현욱 <아내가 결혼했다> - 형수 / 수경
- 2010.11.14 ~ 2010.12.05 이경자 <순이>

- 여자
- 2010.12.06 ~ 2011.01.01 김중혁 <악기들의 도서관> - 중학생 / 직원 / 누나 / 음악 선생님
- 2011.01.02 ~ 2011.02.13 조정래 <허수아비 춤> - 재무 실장 / 전인옥 부인 외
- 2011.02.14 ~ 2011.04.06 은희경 <소년을 위로해줘> ' - 이채영
- 2011.04.07 ~ 2011.05.21 권비영 <덕혜옹주> - 정혜
- 2011.05.22 ~ 2011.07.02 박완서 <아주 오래된 농담> - 수경 / 아주머니
- 2011.07.03 ~ 2011.08.15 박범신 <은교> - 한은교
- 2011.11.05 ~ 2011.11.14 성석제 <호랑이를 봤다> - 황산 콘드로이

## 라디오 극장
- 2010.02.01 ~ 2010.02.28 박범신 <풀입에서 눕다> 아름
- 2010.07.01 ~ 2010.07.31 권비영 <덕혜옹주> 국밥집 주인 / 나인2 / 황녀 / 산파
- 2010.08.01 ~ 2010.08.31 김성종 <최후의 증인> 여주인 / 아가씨 / 아낙
- 2010.11.01 ~ 2010.11.30양귀자 <원미동 사람들>구세군 / 아낙 / 오 여사
- 2010.12.01 ~ 2010.12.31 권지예 <4월의 물고기> 목소리 / 직원
- 2011.01.01 ~ 2011.01.31 권현숙 <에어홀릭>

점원 / 여생도2 / 규 모 / 친구2 / 원장 / 아이1
- 2011.05.01 ~ 2011.05.31 박서준  <그루터기> 어머니
- 2011.08.01 ~ 2011.08.31 김탁환 <열하광인> 주막 주인
- 2012.01.01 ~ 2012.01.31 한수영 <플루토의 지붕> 팽할머니 / 친구
- 2012.11.01 ~ 2012.11.30 김별아 <채홍> 박나인
- 2020.05.01 ~ 2020.05.29 박서련 <마르타의 일> -

## 라디오 독서실
- 2010.03.14 김인숙 <안녕, 엘레나> 엘레나
- 2010.04.11 오영수 <갯마을> 숙이엄마
- 2010.05.02 이장욱 <변희봉> 동료여자
- 2010.06.20 권정생 <몽실언니> 아낙
- 2010.07.04 윤고은 <1인용 식탁> 매장직원
- 2010.07.25 김성종 <오해> 직원
- 2010.08.29 이기호 <밀수록 다시 가까워지는> 소녀2
- 2010.09.12 이명랑 <부디 아프지마> 막내
- 2010.09.19 이윤기 <손님> 여자아이2
- 2010.10.03 서유미 <저건 사람도 아니다> 웹마스터
- 2010.10.31 이 상 <날개> 여인1
- 2010.11.14 하성란 <1984년> 여학생
- 2010.12.19 이근삼 <국물 있사옵니다> 현소희
- 2010.12.26 한창훈 <밤눈> 언니
- 2011.02.06 라유경 <낚시> 도서관 사서
- 2011.03.06 김 숨 <아무도 돌아오지 않는 밤> 성우
- 2011.05.08 이명랑 <제삿날> 석철 처
- 2011.05.29 최일남 <타령 (打令)> 금희
- 2011.07.03 조세희 <난장이가 쏘아올린 작은 공> 영희
- 2011.07.17 조선희 <서리, 박지> 서리
- 2011.09.11 이청준 <서편제> 딸
- 2011.10.16 심상대 <묵호를 아는가> 무당각시
- 2011.12.04 전성태 <국화를 안고> 할머니
- 2011.12.18 이태준 <돌다리> 아낙2
- 2012.02.12 김영하 <옥수수와 나> 수지
- 2012.06.03 최인훈 <놀부뎐> 해설
- 2012.12.30 김 숨 <옥천 가는 날> 아낙2
- 2013.01.06 작자미상 <장끼전> 해설
- 2013.03.13 진성태 <배웅> 쏘야
- 2013.08.04 홍성호 <B사감 하늘을 날다> 김수현
- 2013.09.15 작자미상 <바리데기> 해설
- 2014.02.23 이태영 <길을 잃다> 소니
- 2015.05.17 나경화 <쿙쿙> 마미코
- 2015.09.27 작자미상 <장화홍련전> 해설
- 2.4.6. KBS 무대(KBS 한민족방송)

## KBS 무대
- 2010.03.06 전기수傳奇, 최필의 희망가 아낙1
- 2010.03.13 아빠의 무모한 도전
- 2010.04.03 선택
- 2010.04.17 내게도 사랑이 아이
- 2010.04.24 돌아온 봄 날 민자
- 2010.05.01 쌍둥이 남매
- 2010.05.08 마지막 도부꾼, 길 위에 지다 소녀1
- 2010.05.15 달의 바다 어린 민호
- 2010.05.22 엄마의 햄스터 아이2
- 2010.05.29 눈부신 5월의 햇살 속으로 간호사
- 2010.06.05 도둑 갈매기 보람
- 2010.06.26 끝은 희망 윤 간호사
- 2010.07.10 빈 가지 위에 눈꽃이 피다
- 2010.07.17 익숙한 곳에서 길 찾기 종업원
- 2010.07.24 파타야에서 생긴 일 기내방송 / 스튜어디스
- 2010.08.07 외딴방 오미란
- 2010.08.21 동행 간호사
- 2010.08.28 나무꾼의 아내 가사 도우미
- 2010.09.11 네 번째 방 진행자
- 2010.09.18 반달 송편
- 간호사 2010.10.16 헬리콥터, 날개를 접다 정서
- 2010.10.30 2인 3각 민수
- 2010.11.13 침입자 여자2
- 2010.11.20 내 친구 김 부장, 김씨 아저씨 미사
- 2011.05.14 사과 꽃 남아1
- 2011.07.09 아름다운 당신에게 직원
- 2011.08.13 별이 빛나는 밤에 선생1
- 2011.09.03 영이 누나 경태
- 2011.10.29 꽃진이 동철
- 2011.12.10 '이별'해 드립니다 지선
- 2011.12.24 나를 연애하게 하라 대리
- 2012.01.21 삼촌 구하기 이지은
- 2012.09.01 달이 울다 이웃
- 2013.01.26 꽃이 되어 봄이 오게 하리 라디오 작가
- 2013.04.06오만과 편견 영경
- 2013.07.06 램프가 있는 방 송비서
- 2013.10.05 그녀의 하이힐에 관한 9cm의 짧은 고찰 송도희
- 2014.01.04 레모네이드 김소영
- 2015.06.27 위대한 유산 최정아
- 2015.09.19 사랑을 연결합니다 윤아

== 특집기획 라디오 다큐맨터리 라디오 드라마 (KBS)
- 2010.06.25 한국전쟁 60주년 특별기획 <굳세어라 금순아 피난 가요로 달랜 전쟁의 상흔> (여자)

## 광고
- 도그TV
- 샌드어라이브

## 노래
- 세이빙 산타 - 어린네빌
- 코코넛 - 코코넛
- Fisher-Price 완구 - 퍼피

## 교재
- 윤선생 중학영어

## 교향 나레이션
- SBS 생활경제
- 소상공인닥터(소상공인 방송)
- 베스트 셀러(소상공인 방송)
- 청사진(소상공인 방송)
- 종가를 찾아서(유교방송)
- 비행기 시즌 2(F-TV)
- 채널 해피독 - 애견의 품격, 견상이몽
- 파워매거진(MBC)

## 오디오 드라마
- 해바라기복수 (오디오클립)

## 방송
- 2020년 601호 재판관
- 2021년 외계인 편의점
- 2021년 유치원 가지 마, 벤노!
- 2021년 끝의 아름다움
- 2020년 종이 찢는 아이
- 2020년 심심 할매의 명심보감 레시피
- 2019년 궁금해! 나는 어떻게 태어났을까?
- 2019년 구멍을 주웠어
- 2019년 에너지충전
- 2019년 반쪽섬
- 2019년 댓글왕 곰손 선생님

## 영화
- 2020년 래미의 드래곤월드 구출작전 주연 - 래미 목소리 역
- 2020년 래미와 친구들 : 푸른푸른 초원의 위기 주연 - 래미 목소리 역
- 2020년 빅샤크3: 젤리몬스터 대소동 조연 - 올리 목소리 역
- 2019년 오션스: 문어구출대작전 주연 - 핑키 목소리 역
- 2019년 빅샤크2: 해저2만리 조연 - 올리 한국어 목소리 역
- 2019년 래미의 초특급 시간여행 주연 - 래미 목소리 역
- 2019년 신데렐라:마법 반지의 비밀 조연 - 크리스탈 목소리 역
- 2018년 캡틴 샤키 주연 - 보니 목소리 역
- 2018년 빅샤크: 매직체인지 주연 - 올리 목소리 역
- 2017년 언더더씨 주연 - 포포 목소리 역
- 2016년 스노우타임 주연 - 소피 목소리 역
- 2016년 인어공주:새로운 모험의 시작 주연 - 인어공주 목소리 역
- 2016년 매직브러시 주연 - 하나 목소리 역
- 2016년 붕붕 달려라 깜이 주연 - 프랜시 목소리 역
- 2015년 무민 더 무비 성우 - 스노크 메이든 한국어 더빙 역
- 2015년 리틀드래곤 코코넛 주연 - 코코넛 목소리 역
- 2015년 윈드랜드 주연 - 홀리 역
- 2015년 옐로우버드 성우 - 매기 역
- 2014년 일곱난쟁이 성우 - 빨간모자/백설공주 한국어 더빙 역
- 2014년 꼬마잠수함 올리  성우 - 올리 한국어 더빙 역
- 2014년 드래곤 기사단 주연 - 엘피 목소리 역
- 2014년 해적왕의 황금나침반 성우 - 앤 한국어 더빙 역
- 2014년 꼬마잠수함 올리 성우 - 올리 한국어 더빙 역
- 2013년 진바오의 모험 성우 - 버니 한국어 더빙 역
- 2013년 삼총사 : 용감한 친구들 성우 - 콘스탄스 한국어 더빙 역
- 2013년 토니 스토리: 깡통제국의
- 2013년 스파이크 성우 - 도로시 한국어 더빙 역
- 2013년 프리버즈: 밍쿠와 찌아의 도시 대탈출 성우 - 여자참새 1 한국어 더빙 역
- 2013년 스파이크1 성우 - 도로시 한국어 더빙 역
- 2013년 코비:블루 엘리펀트의 전설 주연 - 앤디/코코 한국어 더빙 역
- 2013년 깜찍한 내 친구 폴리포켓 주연 - 크리시 역

## 경력
- 2010~ KBS 성우극회 성우

## 참고사항
- 배우 김태리와 동명이인이다.

## 같이 보기
- 한국방송 성우극회